# 茂庭台団地
座標: 北緯38度14分10.0秒 東経140度47分3.2秒 / 北緯38.236111度 東経140.784222度

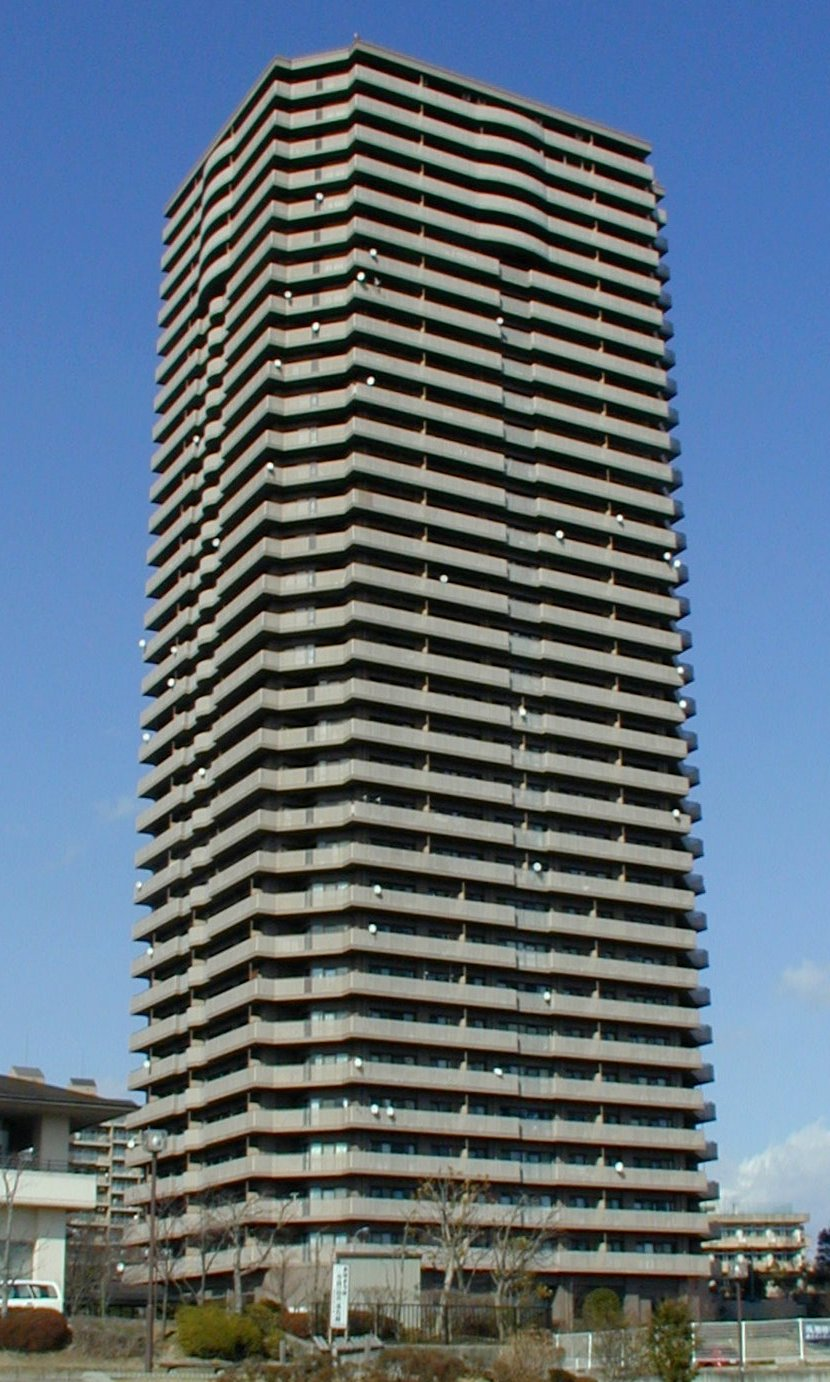
茂庭台四丁目に建つダイアシティ2000茂庭アトラスタワー。

茂庭台団地（もにわだいだんち）は、宮城県仙台市太白区にある団地である。行政区域として茂庭台一丁目から五丁目がある。当初は「茂庭団地」と呼ばれていたが、分譲開始に合わせて1982年（昭和57年）から「茂庭台」となった。「茂庭ニュータウン」とも呼ばれる。

## 地理
茂庭台は太白山の西方、宮城県道31号仙台村田線の西側に沿うように広がっている。
茂庭台1丁目
戸建住宅地、看護専門学校（第2小学校建設予定地を用途変更し建設）、ショッピングセンター。
茂庭台2丁目
戸建住宅地、診療所、各種福祉施設、公園。2002年に公園の一部を大和ハウス工業がネオシティ茂庭として戸建を分譲。
茂庭台3丁目
戸建住宅地、医療施設（内科、小児科、複合サービスセンター）。
茂庭台4丁目
ダイアシティ2000茂庭アトラスタワー（c1棟。高さ108.7メートル、地上33階建てタワーマンション）、中高層マンション、市営住宅、ショッピングセンター、市民センター、仙台市立茂庭台小学校、仙台南警察署茂庭台駐在所、仙台市太白消防署茂庭出張所、銀行ATM（七十七銀行）、仙台茂庭台郵便局、月極駐車場。マンション施工はいずれもダイア建設でダイアパレス茂庭として分譲。
茂庭台5丁目
戸建住宅地、仙台市立茂庭台中学校、ショッピングセンター。

## 歴史
仙塩広域都市計画において、仙台市が事業主体となって進めた新住宅市街地開発事業は2ヶ所あり、それらは新産業都市指定（1964年）の後に造成された鶴ケ谷団地、および、第三次全国総合開発計画策定（1977年）の後に造成された当団地である。鶴ケ谷団地は、国道4号仙台バイパス沿いの東部工業団地および東部流通団地、仙台港の臨海工業地など、第二次産業を中心とする新産業都市「仙台湾地区」に労働力を供給する住宅団地となることを企図して高度経済成長期後半に造成された。当団地も、東北自動車道、仙台空港、仙台港、東北新幹線などの開通・開港や整備拡充により住宅需要が急激に増大すると見込んで、当時の仙台市にとって最も新しい市域であり、尚且つ仙台南インターチェンジおよび仙台宮城インターチェンジの両者に近い生出地区の茂庭字沼原ほかに計画された。
高度経済成長期の仙台都市圏では住宅地やレジャー施設の建設を目的に緑地が伐採され、丘陵地が切り崩されており、「乱開発」と批判されていた。そのため1972年（昭和47年）から翌年にかけて、仙台市・泉市・宮城町・秋保町（以上は現・仙台市域）の各市町が開発指導要綱を定め、無秩序な「乱開発」を抑制しようとした。また仙台市では1973年（昭和48年）3月、「杜の都の環境をつくる条例」を制定し、市民による緑の保護・育成により自然と調和した都市を目指した。このように市が積極的に環境保護を行っていた1973年（昭和48年）11月に茂庭団地計画が発表されると、自然保護や水源涵養保安林維持を求めて反対運動が起り、開発面積は340ヘクタールから130ヘクタールに大幅縮小され、1976年（昭和51年）の起工式から約2年後の1978年（昭和53年）に着工に漕ぎ着けた。2度のオイルショック（1973年10月～、1979年初頭～）を経験して安定成長期に入り、新産業都市「仙台湾地区」の工業集積も停滞することになるが、人口流入が続く支店経済都市・仙台市において、結果的に第三次産業を中心とする仙台市都心部に労働力を供給する住宅地となった。
当団地の開発テーマは「21世紀のふるさとづくり」である。これは、故郷を出て仙台に移住して来た新市民が、約四半世紀後に訪れる21世紀に同団地を自らの故郷と認識して住み続けているような地域づくりを企図しているが、そのために当団地では住宅用地を全敷地の36.7%に留め、約40%を道路・教育施設・公園等に当て、さらに「杜の都・仙台」を体現するように22.7%は緑地によって占められている。また、ブロック塀倒壊が問題になった宮城県沖地震発生後に分譲が開始された住宅団地であるため、生垣も多くなっている。
分譲時期が仙台市の政令指定都市移行期やバブル景気期と重なっており、市職員による当地への入居勧誘において、仙台市営モノレール南西線が1995年（平成7年）に着工して、2000年（平成12年）、2001年（平成13年）ごろには当団地まで開通し、仙台駅まで二十数分で行けるようになるとの説明もしていた。このモノレール計画が住民増をもたらし、仙台市立茂庭台小学校の児童数も1985年（昭和60年）の開校当初の約250人から1000人を突破するまでに膨らんだため、茂庭台内に2番目の小学校用地も確保された。しかし、同路線計画は白紙撤回され、2番目の小学校も設置されなかった。

### 年表
- 1892年（明治25年）、馬越石トンネル（北緯38度14分30.5秒 東経140度47分37.7秒 / 北緯38.241806度 東経140.793806度）[注釈 1]が開通。
- 1956年（昭和31年）4月1日、名取郡生出村が仙台市に編入合併。
- 1963年（昭和38年）、新住宅市街地開発法成立[13]。
- 1971年（昭和46年）
  - 7月17日、仙台港開港。
  - 11月28日、東北新幹線着工。
- 1972年（昭和47年）
  - 2月14日、仙台空港のB滑走路 (2,000m) が供用開始し、ジェット化。
  - 仙台市が開発指導要綱を定めた[8][14]。
- 1973年（昭和48年）
  - 馬越石トンネル[注釈 1]の再拡幅工事竣工。
  - 3月27日、「杜の都の環境をつくる条例」制定[10]。
  - 11月、計画発表[8][11]。
  - 11月27日、東北自動車道（東北縦貫自動車道）の白石インターチェンジ～仙台南インターチェンジ（茂庭台南入口交差点から約3キロメートル）間開通。
- 1974年（昭和49年）3月、基本構想策定[8]。
- 1975年（昭和50年）
  - 4月1日、東北自動車道の郡山インターチェンジ～白石インターチェンジ間開通。これにより、首都圏にある岩槻インターチェンジと仙台市・仙台南インターチェンジとの間が高速道路で接続された。
  - 11月28日、東北自動車道の仙台南インターチェンジ～泉インターチェンジ間開通。途中にある仙台宮城インターチェンジ（茂庭台北入口交差点から約4キロメートル）も供用開始。
- 1976年（昭和51年）10月16日、起工式を挙行[8]。
- 1978年（昭和53年）
  - 6月12日、宮城県沖地震発生。ブロック塀倒壊が多発して人命を奪い、急傾斜住宅地の崖崩れ・地滑りによる災害が発生するなど、丘陵地での住宅地造成のあり方が問題になった[15][16]
  - 9月8日、当初計画決定（施行区域面積：130ヘクタール、計画人口：1万人）[6]。造成開始。
  - 10月23日、造成エリア内にある遺跡の発掘調査を開始（1981年まで）[17]
- 1981年（昭和56年）1月31日、仙台南有料道路（現・仙台南部道路）の山田料金所（現・山田インターチェンジ付近）- 長町出入口（現・国道4号・仙台バイパスとの立体交差付近）間が開通。
- 1982年（昭和57年）
  - 4月、分譲開始[18]。
  - 6月23日、東北新幹線大宮駅 - 盛岡駅間が暫定開業。
  - 当団地に住居表示が実施され、「茂庭台」となる[3]。
- 1983年（昭和58年）5月14日、国道48号仙台西道路（北緯38度15分46秒 東経140度51分1.6秒 / 北緯38.26278度 東経140.850444度）が暫定2車線、一部4車線で開通し、都心部とのアクセスが格段に向上した。
- 1985年（昭和60年）4月1日、仙台市立茂庭台小学校（北緯38度14分14.1秒 東経140度47分1.9秒 / 北緯38.237250度 東経140.783861度）が、仙台市立生出小学校より分離・開校。
- 1987年（昭和62年）、国道48号仙台西道路が全線4車線化。
- 1988年（昭和63年）10月3日、仙台茂庭台郵便局（北緯38度14分6.5秒 東経140度46分59.1秒 / 北緯38.235139度 東経140.783083度）が開設。
- 1989年（平成元年）4月1日、仙台市の政令指定都市移行に伴い、太白区となる。
- 1990年（平成2年）4月1日、仙台市立茂庭台中学校（北緯38度14分3.4秒 東経140度46分41.8秒 / 北緯38.234278度 東経140.778278度）が、仙台市立生出中学校より分離・開校。
- 1991年（平成4年）3月、石井亨仙台市長（当時）が仙台市営モノレール南西線の断念を発表。
- 1993年（平成5年）9月、「ダイアシティ2000茂庭 C1リッヂ アトラスタワー33」（北緯38度14分10.5秒 東経140度46分58.1秒 / 北緯38.236250度 東経140.782806度）が竣工
- 1994年（平成6年）4月、仙台市太白消防署茂庭出張所（北緯38度14分3.3秒 東経140度46分55.3秒 / 北緯38.234250度 東経140.782028度）が開設[19]。

## 交通
茂庭台の東側に宮城県道31号仙台村田線が通っている。路線バスについては、仙台市営バスによる仙台駅方面の路線、宮城交通による長町駅方面の路線がある。仙台市営バスの路線にはいくつかの運行系統がある。
前述のように仙台市営モノレール南西線の建設計画があったが、実現しなかった。